# 82 км (зупинний пункт, Південно-Західна залізниця)
82 км (Вісімдесят другий кілометр) — пасажирський зупинний пункт Коростенської дирекції Південно-Західної залізниці (Україна), розміщений на дільниці Житомир — Фастів I між зупинними пунктами Ліщин (відстань — 4 км) і Града (4 км). Відстань до ст. Житомир — 19 км, до ст. Фастів I — 82 км.
Розташований на території Житомирського району біля дачного селища, що знаходиться між селами Ліщином і Туровцем.